# St. Hedwig (Oberursel)

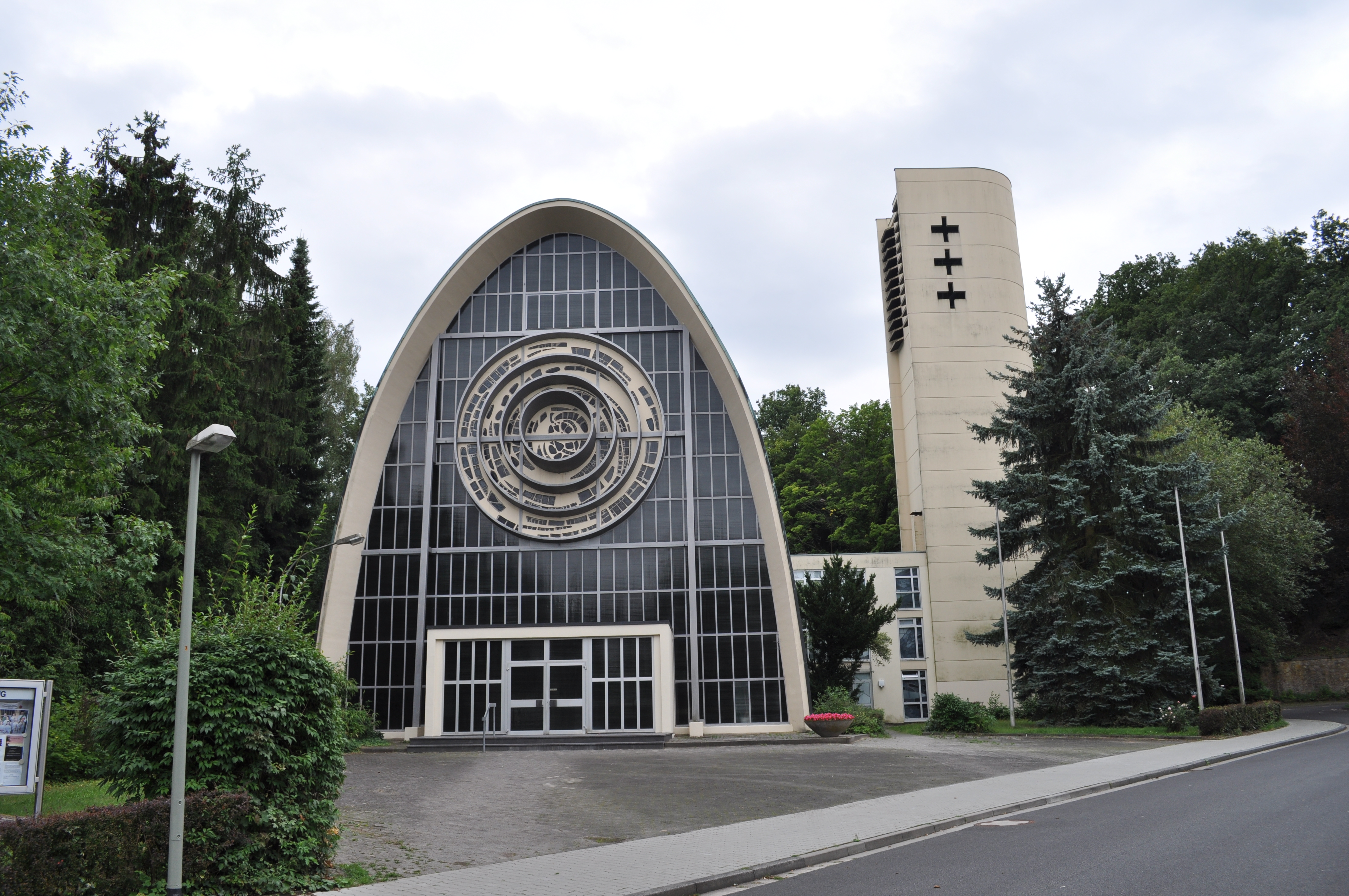
Kirche St. Hedwig, Front

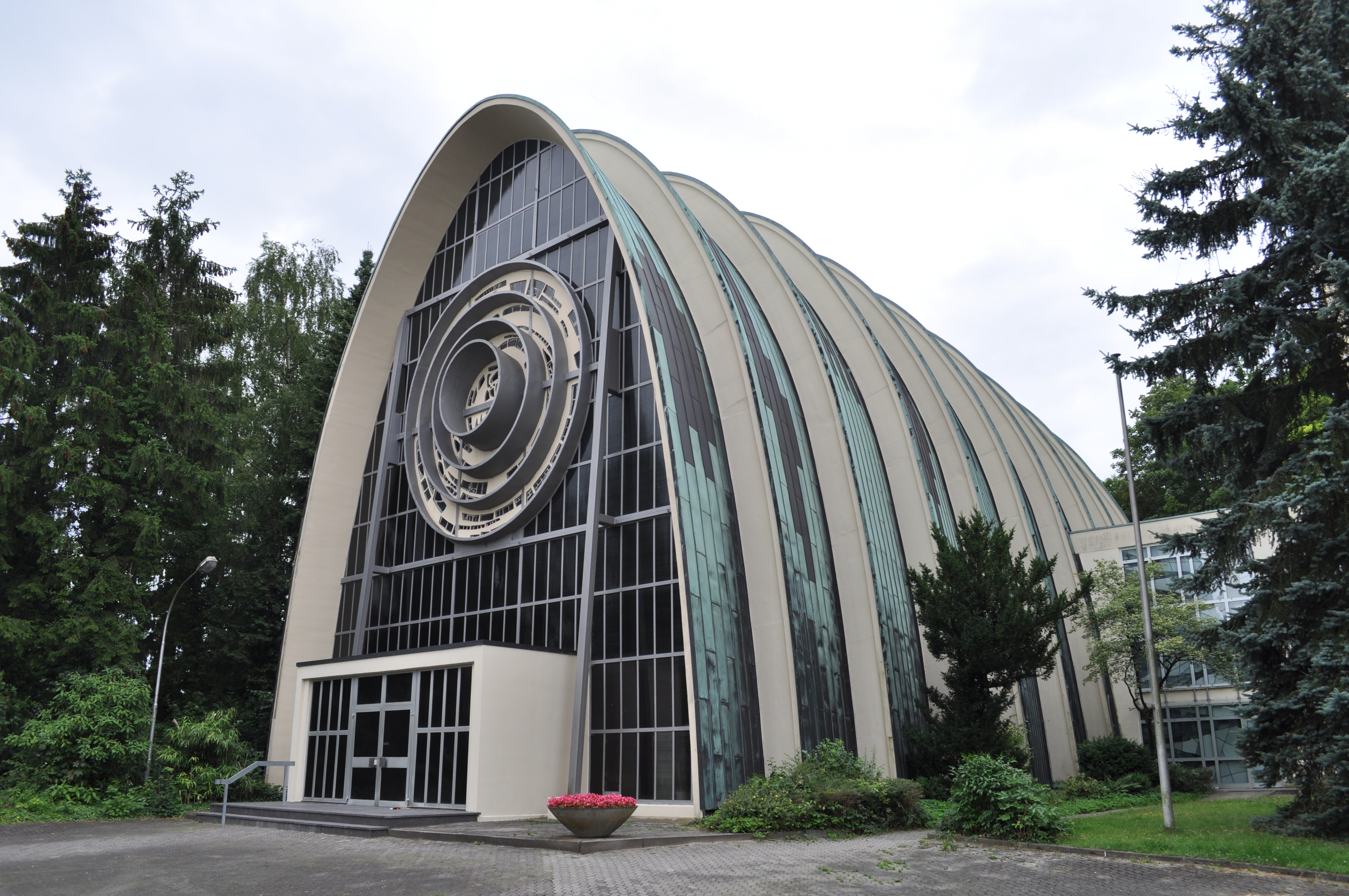
Kirche St. Hedwig, Seitenansicht

Die katholische Kirche St. Hedwig ist ein moderner Sakralbau im Norden von Oberursel (Taunus), Borkenberg 19 bzw. Eisenhammerweg 10. Sie steht als Kulturdenkmal unter Denkmalschutz.

## Vorgeschichte
Am 1. Dezember 1960 wurde die katholische Pfarrgemeinde St. Hedwig gegründet, die jedoch zunächst keine eigene Kirche hatte. Der Oberurseler Norden war damals ein schnell wachsendes Neubaugebiet. Insbesondere Vertriebene aus den ehemaligen deutschen Ostgebieten siedelten sich an. Entsprechend wuchs auch die Zahl der Gemeindemitglieder.
Die Gemeinde erwarb das Grundstück einer ehemaligen Fabrik (im Volksmund Sensenwerk genannt). Das Baugrundstück gehörte Anfang des 19. Jahrhunderts dem Stadtschultheißen Joseph Anton Schaller. Dieser verkaufte das Gelände an Johann Hattemer, der hier am Urselbach eine Mühle erbaute. Im Gewerberegister der Stadt von 1850 ist sie als Ölmühle mit Hanfreibe eingetragen. Später wurde das Gebäude in eine Filzfabrik umgenutzt. 1892 erwarben die Frankfurter Sensenwerke Andreas Schilli das Gelände. Nun wurden hier patentierte Sensen, Heidesensen und Strohmesser hergestellt. Nach dem Verkauf an die Kirchengemeinde wurde am 22. Juli 1963 der hohe Fabrikschornstein gesprengt und das Betriebsgebäude abgerissen.

## Die Kirche
Nach dem Abriss des Werks begann man mit dem Bau der Kirche nach Plänen des Frankfurter Architekten Hein Günther. Domkapitular Hans Seidenather legte am 15. November 1964 den Grundstein. Am 14. Mai 1966 wurde die Kirche durch den Limburger Weihbischof Walther Kampe geweiht. Das Patrozinium der heiligen Hedwig von Andechs verweist auf die Vertriebenenthematik. Hedwig war die Schutzheilige von Schlesien.
An diesem ungewöhnlichen Bauwerk fällt das parabelförmig gewölbtes Kirchenschiff auf. Dieses gewölbte Dach ist mit Kupferblech gedeckt und zeigt den typischen Grünspan. Im Inneren dominiert die Glasfassade der südlichen Stirnseite. Das abstrakte Werk aus buntem Betonglas ist ein Werk des Künstlers Hermann Goepfert. Mit dem Kirchenschiff verbunden ist der wuchtige Turm mit einer Höhe von 32 Metern. Der für vier Glocken ausgelegte Turm ist mit einer Glocke belegt. Sie stammt aus der Glockengießerei A. Bachert in Friedrichshall und wird auf das späte 14. Jahrhundert datiert. Die Kirche verfügt über 500 Sitzplätze wozu noch weitere 30 Sitzplätze in der Seitenkapelle kommen.
Von der St.-Antonius-Kirche in Frankfurt wurde eine Orgel mit 23 Registern übernommen.
Im Rahmen des Sparprogramms des Bistums Limburg wurde 2011 die Schließung und der Abriss der Kirche und ein Neubau eines Behindertenwohnheims beschlossen. 2012 kündigte das hessische Landesamt für Denkmalschutz an, die Kirche unter Denkmalschutz zu stellen, womit diese Pläne nicht weiter verfolgt wurden.